# Lafuentea rotundifolia

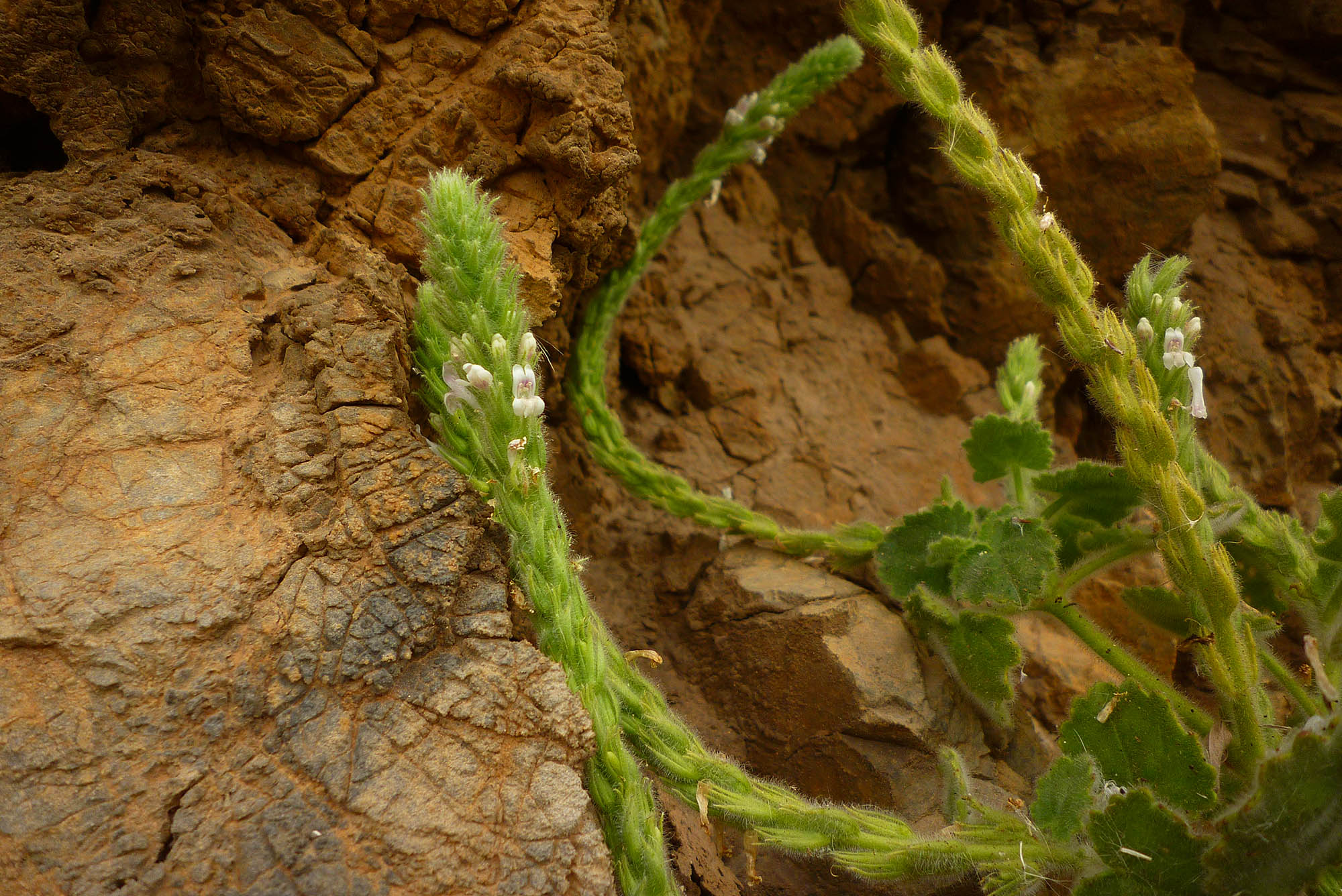
Detalle de las hojas y flor.

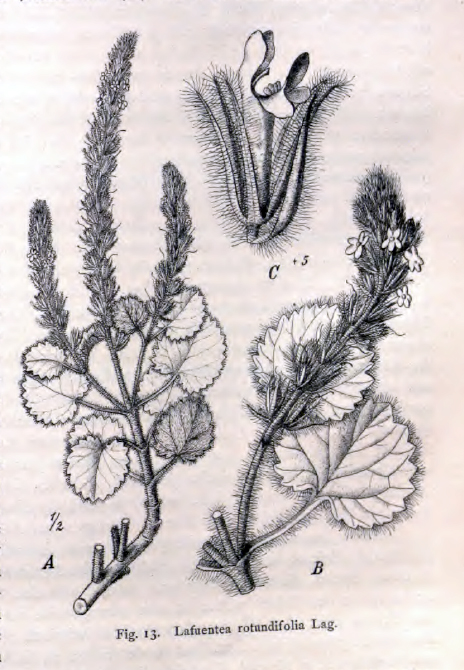
Lámina de 1896 en "Engler, A., Drude, O.: Die Vegetation der Erde"

La orejilla de roca es una planta endémica del sureste de España que se distribuye por las costas mediterráneas, desde Málaga hasta Alicante. 
Habita en roquedos verticales de piedra caliza. No es una especie muy abundante pero tampoco se encuentra amenazada. Su estado de conservación está catalogado en la Región de Murcia como vulnerable.